# Кръстю Златарев
Кръстю Христов Златарев е български офицер, генерал-лейтенант от пехотата, командир на 11-а македонска дивизия през Първата световна война (1915 – 1918).

## Биография
Кръстю Златарев е роден на 23 февруари 1864 година в Охрид, тогава в Османската империя. Баща му Христо Кувенджия е свещеник от махалата Кошища. Брат му Андон Златарев е революционер от ВМОРО. На 11 септември 1881 г. постъпва на военна служба. През 1884 г. завършва военното училище в София и на 30 август е произведен в чин подпоручик и зачислен в 13-и пехотен рилски полк на Българската армия.

### Сръбско-българска война (1885)
През Сръбско-българската война (1885) е командир на 3-та рота от запасната дружина на 2-ри пехотен струмски полк. Участва в боевете при Сливница (5 – 7 ноември). Проявява се в боя при Келташ, където, въпреки че е ранен, продължава да се сражава. Награден е с орден „За храброст“ IV степен.
На 30 август 1886 година е произведен в чин поручик, а през 1889 в чин капитан. На 25 февруари 1900 г. е произведен в чин майор и назначен за командир на дружина в 9-и резервен полк. На 27 септември 1904 г. е произведен в чин подполковник. Девет години по-късно е назначен за помощник-командир на 12-и пехотен балкански полк. На 4 септември 1910 г. е произведен в чин полковник.

### Балкански войни (1912 – 1913)
По време на Балканската война (1912 – 1913) като полковник е командир на 29-и пехотен ямболски полк, който се бие край Лозенград, Чаталджа и при Одринската крепост. Командваният от Кръстю Златарев полк се прославя с превземането турския форт Илеритабия на Чаталджанската позиция. За проявената храброст при сраженията е награден с орден „За храброст“ III степен.
През Междусъюзническата война (1913) се сражава срещу гърците при Кукуш и Горна Джумая.
От 1914 г. е командир на бригада в 7-а пехотна рилска дивизия.

### Първа световна война (1915 – 1918)
Участва в Първата световна война (1914 – 1918), като десет дни преди мобилизацията е назначен за командир на 11-а пехотна македонска дивизия. През 1916 година е произведен в чин генерал-майор.
След войната преминава в запаса и на 25 юни 1919 година е произведен в чин генерал-лейтенант.
Генерал-лейтенант Кръстю Златарев загива при атентата в църквата „Света Неделя“ на 16 април 1925 година.

## Семейство
Кръстю Златарев е женен и има 2 деца.

## Памет
На името на Кръстю Златарев е кръстен Гранично контролно-пропускателният пункт „Златарево“, разположен на границата между България и Северна Македония на мястото, където в годините 1915 – 1918 е бил щабът на 11-а пехотна македонска дивизия. На 31 юли 2014 година на ГКПП „Златарево“ с официална церемония е открита паметна плоча в чест на военачалника. Събитието съвпада със 150-годишнината от рождението му и 55 години от разкриването на пункта.
През 1934 г. ямболското село Коемджи гидик е преименувано на Полковник Златарево. Селището носи това име до 1951 г. когато комунистическите власти го преименуват на Златари.

## Военни звания
- Подпоручик (30 август 1884)
- Поручик (30 август 1886)
- Капитан (1889)
- Майор (25 февруари 1900)
- Подполковник (27 септември 1904)
- Полковник (4 септември 1910)
- Генерал-майор (1916)
- Генерал-лейтенант (25 юни 1919)

## Награди
- Орден „За храброст“ III степен и IV степен, 2-ри клас
- Орден „Свети Александър“ II и III степен с мечове по средата, V степен без мечове
- Орден „За военна заслуга“ II степен с военно отличие, 5-и клас на обикновена лента
- Османски медал „За бойни заслуги“, 19 март 1917[4]